# Safia permixta
Safia permixta là một loài bướm đêm trong họ Noctuidae.